# Nom de famille en France
Un nom de famille en France est un mot attribué à une famille pour la distinguer des autres familles composant un groupe social. L'enfant portant le nom de son père aura un patronyme tandis que l'enfant portant le nom de sa mère aura un matronyme.
À lui seul, le nom de famille ne permet pas de distinguer un individu d'un autre à l'intérieur d'une même famille, d'où l'adjonction d'un prénom.
La construction des noms à partir de surnoms, le grand nombre des variantes orthographiques pour certains noms (jusqu'à une quarantaine) et la présence ancienne sur le territoire de France métropolitaine de langues n'appartenant pas à la famille de la langue d'oïl (occitan, catalan, corse, alsacien, francique lorrain, flamand, breton, basque) comptent parmi les facteurs qui expliquent la grande variété des patronymes français et la fréquence des noms « très rares » et « rares » (respectivement moins de 50 et 500 porteurs vivants au moment du recensement). Une personne sur deux en France porte un nom de famille très rare et huit personnes sur dix un nom rare.
Environ 300 000 personnes en France seraient les uniques et derniers porteurs de leur patronyme, et un nombre équivalent de Français se partagent le nom de famille le plus fréquent : Martin. Selon l'historienne Marie-Odile Mergnac, la France détiendrait le record du monde du nombre de patronymes différents puisque l'Insee recensait en 1990, sur environ 66 millions de naissances enregistrées dans le pays depuis 1891, près d'1,4 million de noms de famille différents. Selon Marianne Mulon, conservatrice à l'origine du service d'onomastique des Archives de France, « les estimations oscillent entre 200 000 et 800 000 », la seule estimation sérieuse du nombre total de patronymes serait plus de 300 000.
Alors que le stock patronymique s'est appauvri aux XVIIIe et XIXe siècles en raison d'une fécondité nationale faible et d'une centralisation administrative forte (réalisée par le Premier Empire, elle provoque une véritable fossilisation anthroponymique), le patrimoine onomastique s'enrichit en effet depuis les grands flux migratoires de la fin du XIXe siècle.
En général, les porteurs d'un nom « d'origine » ne s'éloignent pas considérablement de leur point d'origine, autour duquel on les retrouve encore, plus ou moins également représentés, si bien qu'on peut réaliser une cartographie des patronymes et en déduire l'origine de ses ancêtres.

## Histoire
Historiquement, le nom est né de l'usage. C'est d'abord une institution sociale avant d'être un régime juridique.

## Origine des noms de famille

### En Gaule
Les Gaulois ont un nom unique qui ne se transmet pas de père en fils, ce surnom personnel ayant toujours un sens concret, souvent valorisant (Vercingétorix signifie par exemple « chef suprême des guerriers », Caturix « roi des batailles »). Le nom romain se diffuse chez les Gallo-romains avec l'expansion de l'empire. Puis le principe de ce triple nom (praenomen, nomen, cognomen) s'efface à partir du IIIe siècle avec les invasions barbares qui propagent les désignations germaniques uniques, noms individuels « binaires » (formés de deux éléments : Bern/ard, Ro/bert, Berth/ier, Rim/baud) qui ne se transmettent pas d'une génération à l'autre, et avec l'expansion du christianisme qui donne aux nouveaux convertis un nom de baptême unique (les baptisés quittent symboliquement leur famille naturelle en abandonnant leur nom pour rejoindre leur nouvelle famille spirituelle et en choisissant un nom nouveau, latin ou germanique, païen ou chrétien, peu importe).

### Moyen Âge
Dans le haut Moyen Âge, seul subsiste le nom germanique, notamment francique. De nouveau accolé au patronyme germanique qui s'est généralisé vers l'an mille mais dont le stock de noms traditionnels s'est réduit, un prénom réapparaît au Xe siècle, période de croissance économique. Le développement d'une anthroponymie double avec patronyme et prénom dans les années 1050-1100 et son succès dès la première moitié du XIIe siècle paraissent correspondre à cette période d'essor démographique et de plus grande mobilité des populations qui rendent nécessaire de distinguer les homonymes, devenus trop nombreux. Le renforcement contemporain de l'emprise seigneuriale sur le monde paysan a également pu favoriser cette double dénomination pour mieux taxer et « encelluler » les personnes.
Parallèlement à cette « révolution anthroponymique », le développement du culte des saints et l'hagiographie populaire se traduisent par la progression des noms de saints au détriment des patronymes germaniques, les saints universels étant jusqu'au IIIe siècle plus sollicités que les saints locaux, ce qui explique un stock initial des noms (de baptême) traditionnels réduit et que de nombreuses personnes dans un village portent le même nom. L'Église catholique impose le parrain et la marraine qui interviennent dans le choix du nom de baptême, lequel acquiert une fonction d'intégration religieuse (référence à un nom biblique tel que Jean, Pierre, Philippe, au saint du calendrier, au saint patron de la paroisse ou titulaire de l'église, au saint vénéré dans la famille), familiale (transmission lignagère des prénoms) et régionale (patronymie spécifique à une région, telle que Macé ou Mahé, équivalent dans l'Ouest du prénom Mathieu). Se développe ainsi l'habitude d'accoler au nom de baptême un surnom individuel, souvent très personnalisé. Le nom de baptême se transforme en prénom et le surnom devint l'élément clé de l'identification familiale. Ces surnoms deviennent les noms de famille dont l'apparition par la transmission du nom du père s'est faite spontanément, sans intervention du législateur.
Ces noms de famille ont quatre origines possibles (ce sont ces quatre catégories de noms de familles qu'on retrouve aujourd'hui en France) : 36 % sont des noms de baptême (Jean, fils de Martin devenu Jean Martin, Robert, fils de Pierre devenu Robespierre, Bernard, Thomas, Richard, Robert, etc.), 30 % des noms de localisation (Dupont, Duval, Dubois, Beauchêne, Delacroix, Langevin ou Langlais, qui peut exprimer l'origine de la personne ou être une simple allusion à un voyage d'affaires), 18 % des noms de métier (Lemarchand, Boucher, Pelletier, Sabatier, Tisserand, Boulanger ou Dufour, Fabre, Faure, Ferrari, Ferrer, Herrero, Lefebvre, Le Goff ou Schmidt), auxquels peuvent être rattachés ceux qui traduisent un statut (Chevalier, Lenoble, Bourgeois, Lécuyer, Vasseur, Lévêque, Labbé, Leclerc), une charge administrative (Sergent, Prévost, Maréchal, Lemaire) ou une position dans la famille (Legendre, Beaufils, Cousin, Deloncle, Neveu, Lainé, Cadet, Besson), et 16 % sont des sobriquets (en principe moqueurs, certains étant en apparence flatteurs mais ils se révèlent souvent moqueurs par antiphrase) liés au caractère physique (Petit ou Bihan, Legrand, Leborgne, Boiteux, Legros, Joly, Canu ou Le Guen, Leroux, Moreau, Brunet, etc.) et moral (Lamy, Leroy ou Rey, Lecourtois, Renard, Sauvage, etc.) de l'ancêtre initial.
Dans les familles aristocratiques, les descendants d'un ancêtre illustre prennent un nom dérivé du sien, le leitname (de) ou nom de lignée. Au Moyen Âge central, ce nom héréditaire de la descendance (correspondant généralement au nom de naissance de l'ancêtre) est ainsi progressivement accompagné par un nom de race patrilinéaire, surnom élaboré le plus souvent à partir d’un fief (nom des terres, de domaine ou de château, comme pour les Valois, Bourbons, Orléans), d'une caractéristique physique ou morale, d'une profession, d'un titre militaire ou de l'exploit d'un ancêtre. Sur les documents écrits et actes officiels apparaissent le nom de baptême (le futur prénom) accolé à ce surnom qui peut changer au cours de la vie. À l'usage, ces surnoms tendent à devenir héréditaires. La diffusion des noms à la mode traduit à cette époque une spécificité de chaque région, ainsi que l'importance de la parenté et de la vassalité dans l'organisation sociale de la noblesse. La particule de noblesse n'est ainsi pas un signe distinctif de cet ordre à cette époque. « Elle entre dans le nom de beaucoup de roturiers et, au rebours, un certain nombre de nobles ne la portent pas et se distinguent par un surnom », mais elle devient « très vite plus fréquente chez les nobles ». Les nobles se distinguent aussi par l'usage de prénoms désuets, par référence à leurs ancêtres, et pour éviter de porter un surnom porté par un autre homonyme.
Parallèlement se développe à partir des Carolingiens, l'usage des chroniqueurs — popularisé dans les chansons de geste — d'attribuer aux rois, princes et nobles des sobriquets destinés à distinguer les personnages portant le même nom ou à célébrer, en bien ou en mal, leur mémoire, selon la politique généalogique ou la propagande de l'époque. Ces auteurs précisent aussi le rang des rois (premier, second…) dès le XIe siècle.
Alors que jusque là, la liberté de changer de nom prédomine, au Moyen Âge nait ainsi la coutume de la transmission du nom par filiation. Il commence à être héréditaire vers le XIIe siècle et son usage répété et consacré par le temps lui donne un caractère juridique obligatoire. Le phénomène des noms de famille héréditaires s’étend à toute la population à partir du XIVe siècle, quand l'augmentation de la population ne permet plus de différencier les individus par leur simple nom individuel qui, jusque-là, suffisait à l'identification d'un individu dans l'espace restreint de cette société d'interconnaissance que constituait le village.
Les différentes personnes portant le même nom sont désormais distinguées en leur associant un surnom (nom attribué) ou un pseudonyme (nom choisi), ce qui n'empêche pas les doubles homonymies (même nom, même « nom paternel »). Il arrive fréquemment que le nom du père soit familièrement transformé en diminutif (Jean en Janet, Jeannin, Hanin ; Simon en Simonin, Simenon, Monet ou Monnot, etc.), devenant le surnom d'un fils qui le transmet à sa descendance. Aussi, au moment de fixer pour chacun un nom de famille, a-t-on naturellement conservé ces appellations qui deviennent héréditaires, les noms individuels étant dès lors appelés prénoms.

### Époque moderne
Dès la fin du XVe siècle, seul le roi autorisait les changements de noms : la plus ancienne lettre de changement de nom date de 1422 (en 1474, Louis XI autorisa un de ses secrétaires nommé Decaumont le droit d'écrire son nom en deux mots « de Chaumont » et son valet de chambre Olivier Le Mauvais fut autorisé à prendre le nom Olivier Le Daing).
En 1539, François Ier promulgue l'ordonnance de Villers-Cotterêts qui impose l'obligation d'inscrire dans un registre relié, coté et paraphé, tous les actes de baptême et de décès. Les registres doivent être déposés chaque année au greffe du bailli ou sénéchal royal. Elle en charge le curé dans chaque paroisse, ce qui n'a rien d'étonnant à une époque où le clergé est un élément constitutif de la fonction publique de l'État, celle des clercs qui savent écrire. Cette ordonnance généralise l'enregistrement par écrit des noms de famille et tend à en fixer l'orthographe « Aussi sera faict registre en forme de preuve des baptêmes, qui contiendront le temps et l’heure de la nativité, et par l’extrait dudit registre, se pourra prouver le temps de majorité ou minorité et sera pleine foy à cette fin ». Les juifs autorisés à résider en France ont continué à avoir leur état civil séparé ; celui-ci ne comportait pas de patronyme. En 1563 par l'édit d’Amboise, les protestants ont obtenu le droit d'avoir un état civil séparé, jusqu'à la révocation de l'édit de Nantes.
Autrefois les gentilshommes changeaient de nom (prise d'un nom de terre, de leur mère ou de leur femme) sans aucune solennité ni besoin d'une autorisation préalable. Pour remédier à l'abus qui se produisait, Henri II, par un édit donné à Amboise le 26 mars 1555, « fait défense à toutes personnes de changer leurs noms et armes sans avoir obtenu des lettres de dispense et permission, à peine de 1 000 livres d'amende, d'être punis, comme faussaires et privés de tout degré et privilège de noblesse ». Enregistré à la Cour des aides de Rouen le 23 avril 1556, cet édit a été révoqué à la demande du Parlement de Normandie par une ordonnance du 17 août 1556, enregistrée le 24 novembre 1556. En mai 1579, la grande ordonnance de Blois est publiée par Henri III à la suite des doléances des États généraux de 1576-1577. Parmi ses 363 articles, l'un ordonne la tenue des actes de mariage.
Bien que cet édit n'ait jamais ainsi dû avoir force de loi, il a été cependant reconnu depuis lors comme un principe de jurisprudence incontestable, que l'on ne pouvait plus changer son nom sans l'autorisation préalable du souverain. Louis XIII rendit une ordonnance dans ce même sens le 19 janvier 1629.
Cette défense de changer son nom, n'a jamais compris « le droit qui a toujours appartenu aux seigneurs de porter à la suite de leurs nom et surnom, les noms et les titres des fiefs simples ou de dignité, soit réels, soit de pur honneur, qu'ils possédaient de leur chef ou du chef de leur femme ». Cela a été rappelé à l'époque contemporaine par un arrêt de la Cour de cassation du 23 juin 1982 : « Sous l'ancienne monarchie, les ordonnances royales des 26 mars 1555 (édit d'Amboise) et 15 janvier 1629 (code Michau) n'avaient pas eu pour effet de supprimer, pour les possesseurs de terres nobles, le droit, consacré par l'usage, d'ajouter à leur nom celui de leurs terres ».
Avant la Révolution française, le choix du prénom est tellement codifié que, pour chaque sexe, cinq ou six prénoms se partagent les deux tiers de la population d'un village. Dans la moitié de la seconde partie du XVIIIe siècle « les prénoms les plus fréquents étaient, dans l'ordre, les suivants : Jean (et ses composés), Pierre, François, Louis, Joseph, Antoine, Jacques, Charles, Étienne, Guillaume et André, qui nommaient environ 70 % des garçons ; Marie, Jeanne, Anne, Françoise, Catherine, Marguerite, Louise, Madeleine et Élisabeth, qui nommaient environ 70 % des filles ».
C'est le 20 avril 1667 qu'une ordonnance civile (code Louis) rend obligatoire le tenue des registres paroissiaux en deux exemplaires (la minute, qui reste chez le curé, et la grosse qui est déposée au greffe).

### Après la Révolution française
Après la Révolution, avec la création des communes, l'inscription sur les registres d'état civil sera confiée aux maires qui peuvent la déléguer à un officier d'état civil, sans distinction de confession.
La Convention, pendant la Convention montagnarde, permet temporairement une grande libéralité de changement de prénom et de nom par le décret du 24 brumaire an II (14 novembre 1793), « relatif à la faculté qu’ont tous les citoyens de se nommer comme il leur plaît, en se conformant aux formalités prescrites par la loi » : « Le décret du 24 brumaire an II donnait à chaque citoyen la possibilité de changer de nom sur simple déclaration à la municipalité ».
La Convention thermidorienne, par le décret du 6 fructidor an II (23 août 1794), « portant qu’aucun citoyen ne pourra porter de nom ni de prénom autres que ceux exprimés dans son acte de naissance », abroge cette liberté et affirme l’autorité de l’État en la matière :

« Article Ier — Aucun citoyen ne pourra porter de nom ni de prénom autres que ceux exprimés dans son acte de naissance : ceux qui les auraient quittés seront tenus de les reprendre. »

— Loi no 240, Bulletin des lois de la République française
Ce décret fut tempéré par la loi du 11 germinal an XI (1er avril 1803) « relative aux Prénoms et changemens de Noms » qui prévoit une procédure dérogatoire de changement de nom,. Le rapporteur de la loi, André-François Miot, en expose les motifs :

« Citoyens législateurs, le projet de loi que le Gouvernement m’a chargé de vous présenter, n’est devenu nécessaire que par une suite de la variation et de l’incertitude de la législation pendant la révolution, sur un des points les plus essentiels de l’ordre public. Des idées de liberté exagérée sur les facultés que chaque personne pouvoit avoir d’adopter ou de rejeter au gré du caprice ou de la fantaisie, le nom qui doit ou la désigner individuellement, ou déterminer la famille à laquelle elle tient, ont introduit une confusion et de graves inconvéniens qui doivent nécessairement fixer l’attention du législateur ; il ne peut surtout laisser échapper le moment où il règle, par un Code civil, les droits et les rapports de tous les membres de la société, sans fixer en même temps, d’une manière invariable, les principes d’après lesquels ils doivent se distinguer les uns des autres. […]
On ne s’en tint même pas à ce point, et chacun, étendant le principe à son gré, crut pouvoir non seulement imposer à ses enfans un nom selon sa volonté, mais encore en changer lui-même par une simple déclaration faite devant sa municipalité, et souvent dans une assemblée populaire. La Convention nationale consacra même cet étrange principe par un décret du 24 brumaire an II […]
qui peut mieux que le Gouvernement juger de la validité des motifs sur lesquels la demande de ce changement est appuyée ? Qui peut prononcer, si ce n’est lui, qui, placé au sommet de l’administration, est seul à portée de s’éclairer, et de décider entre une demande raisonnable et un caprice ? »

— Sirey 1822, 3, p. 120-125
Le Conseil d’État, dans son avis du 13 nivôse an X (3 janvier 1802), affirmait déjà la nécessité d’encadrer strictement les changements de nom :

« les principes sur lesquels repose l’état des hommes s’opposent à toute rectification des registres qui n’est pas le résultat d’un jugement provoqué par les parties intéressées à demander ou à contredire la rectification ; que ces principes ont toujours été respectés comme la plus ferme garantie de l’ordre social ; qu’ils ont été solennellement proclamés par l’ordonnance de 1667, qui a abrogé les enquêtes d’examen à futur ; qu’ils viennent d’être encore consacrés dans le projet de la troisième loi du Code civil ; qu’on ne pourrait y déroger sans porter le trouble dans les familles, et préjudicier à des droits acquis »

— Barrot 1839, p. 201
Avec le décret de Bayonne du 28 juillet 1808, Napoléon Ier oblige les citoyens juifs de France à avoir un nom de famille définitif et à le déclarer à la mairie. Cependant de légères variations orthographiques seront encore observées jusqu'entre 1875 et 1877, à l'occasion de l'émission des premiers livrets de famille. Au milieu du XIXe siècle, la tendance à donner à un enfant le prénom du père ou de la mère (au détriment du parrain et de la marraine ou des grands-parents) se renforce, comme celle d'accumuler plusieurs prénoms pour marquer son appartenance à une élite sociale). L'attribution d'un double ou d'un triple prénom qui se développe à partir de 1840 permet ainsi aux parents d'exprimer leurs goûts ou leur créativité tout en respectant les règles traditionnelles. Comme ensuite le prénom d'usage est n'importe lequel des prénoms donnés, un prénom « tout neuf » peut devenir le prénom « familial » transmis à la génération suivante, amorçant de timides phénomènes de mode.
L'arrivée d'une informatisation mal maîtrisée dans les années 1980 fera également varier quelques orthographes en supprimant indûment les signes diacritiques. Cependant, l'informatique n'a aucune valeur légale par rapport à la carte d'identité.

### Législation française actuelle
Le nom n'a été appréhendé que tardivement dans la loi : jusqu'en 2002, les règles l'encadrant étaient fixées par la loi du 6 fructidor an II (23 août 1794) et la jurisprudence. Une première modification a été faite par la loi du 4 mars 2002. Mais on a considéré cette loi comme relativement mal rédigée. Elle devait entrer en vigueur en 2003 mais elle fut modifiée par la loi du 18 juin 2003 qui reporta l'entrée en vigueur au 1er janvier 2005. Finalement, une ordonnance du 4 juillet 2005 est intervenue sur le droit concernant le nom et sa dévolution. Elle est entrée en vigueur le 1er juillet 2006 avec de nouvelles dispositions (notamment la rupture avec la transmission automatique du patronyme), celle-ci est expressément rétroactive sous réserve de certaines dispositions énumérées dans son article 20.
La réglementation actuelle, relative à l'écriture des noms de famille et des prénoms, décrit dans le détail la forme que doivent avoir tous les actes concernant l'état civil par l'Instruction générale relative à l'état civil, notamment son article 106 et la circulaire du 23 juillet 2014.

## Noms d'enfants abandonnés
L'abandon anonyme dans des hospices ou des tours d'exposition contraignait les agents de l'assistance à nommer les délaissés. Leurs choix avant la Révolution se font selon diverses modalités : noms propres classiques (dont des noms indiqués par les parents sur des billets glissés dans les langes de l'enfant), noms de lieu et plus spécifiquement des lieux où l'enfant a été trouvé (exemples : Delaporte, Jean Le Rond d’Alembert), noms liés aux circonstances de l'abandon (date, mois, jour, fête religieuse ou païenne du jour, souvent le saint du jour), noms rappelant directement l'abandon (Trouvé et ses variantes Trouvat, Troubat, Trouvin, sont les seuls surnoms, avec les noms de famille arbitraires donnés par des juges d'état civil, qui indiquent une présomption forte de descendance d'enfant abandonné, puis recueilli).
Les assemblées révolutionnaires abandonnent la « tendance ancienne en terre christianisée de désigner les enfants abandonnés sous des appellations qui renvoient à leur origine coupable et illégitime ». Le décret libéral du 29 floréal an II (18 mai 1794) fait ainsi disparaître du calendrier les noms des saints au profit de vocables républicains : « des noms de grands hommes de l'Antiquité, mais aussi des noms abstraits, des noms de vertus, des noms de fleurs, d'arbres, de légumes, de minéraux, d'outils ou d'animaux ».
Pour éviter les excès d'imagination et les abus des employés d'état civil, l’article 57 du Code Civil prévoit que :
« § 2 : Les prénoms de l'enfant sont choisis par son père et sa mère. La femme qui a demandé le secret de son identité lors de l'accouchement peut faire connaître les prénoms qu'elle souhaite voir attribuer à l'enfant. À défaut ou lorsque les parents de celui-ci ne sont pas connus, l'officier de l'état civil choisit trois prénoms dont le dernier tient lieu de nom de famille à l'enfant. […] »
— Article 57 du Code civil
Lorsqu'une personne est également préposée à enregistrer l'identité nationale du nouveau-né, les parents doivent se manifester rapidement auprès des services d'État Civil du lieu de naissance pour la rectifier. Aucune modification ne sera, sinon, possible ultérieurement. L'acte de naissance, assure la légitimité.
Lorsqu'un enfant est reconnu pour un patronyme, celui-ci remplace celui dit, de naissance.

## Noms figurés: blasons, enseignes
La plupart des familles, qu'elles soient nobles ou non, avaient, outre leur nom, un blason, et ce depuis l'Antiquité. Le blason est le nom figuré d'un individu ou d'une famille dans une société où peu de gens savent lire, le sceau permet de signer et de reconnaître la signature sans savoir lire. C'est un nom visible, comme l'enseigne. Le marchand, le boucher, le tailleur, le petit propriétaire terrien avaient le leur. Ces blasons n'ont fait l'objet d'un dépôt officiel systématique qu'à partir du XVIIe siècle avec la campagne nationale d'enregistrement pour publier le Grand armorial de France.[réf. nécessaire]

## Prononciation
En matière de prononciation de nom de famille, c'est l'usage qui prévaut mais qui peut varier d'une famille à l'autre et évoluer dans le temps.
À titre d'exemple on citera :
- des noms nobles comme Greffulhe prononcé [gʁefœj], La Trémoille prononcé [latʁemuj] ou de Broglie prononcé [bʁɔj], Castries [kastʁ], Choderlos de Laclos [ʃodɛʁlodəlaklo], marquis de Cinq-Mars [sɛ̃maʁ], Croÿ [kʁui], Casadesus [kazadsy], Antoine Coysevox, [kwazəvo][46] ou [kwazvo][47], Maupeou [mopu], Restif de La Bretonne [ʁetif], Philippe de Champaigne [ʃɑ̃paɲ], Madame de Staël [stal]. Autres exemples : Joris-Karl Huysmans [ɥismɑ̃s], Olivier Messiaen [mɛsjɑ̃], l'abbé Prévost [pʁevo], Blaise Cendrars [sɑ̃dʁaʁ] ;
- des noms de famille se prononçant différemment des noms de lieu, ainsi Enghien-les-Bains et le duc d'Enghien se prononcent [ɑ̃gɛ̃], mais la commune belge Enghien se prononce [ɑ̃gjɛ̃], la maison de Guise et la commune de Guise (Aisne) se prononcent [gɥiz], ou de Broglie prononcé [bʁɔj] alors que la commune de Broglie (Eure) se prononce [bʁɔgli], Castries [kastʁ], la commune Castries (Hérault) se prononçant [kas.tʁi] ;
- des noms dont la prononciation varie suivant l'origine géographique comme dans la Flandre française : Claeys se prononçant [klas] (le ae valant un a long) ou de Craene se prononçant [kran] ; ou en Alsace-Moselle comme Schneider prononcé [ʃnɛdʁ] (mais couramment [ʃnɛdɛʁ]), ou enfin en Savoie, où le z final ne se prononce pas comme dans Combaz [kɔ̃ba] ;
- variantes : Talleyrand : classiquement [tajʁɑ̃] ou même [talʁɑ̃], aujourd'hui le plus souvent [talɛʁɑ̃]. Montaigne : [mɔ̃taɲ] mais de nos jours [mɔ̃tɛɲ], La Boétie : [labwati] et de nos jours [labɔesi]. Camille Saint-Saëns [sɛ̃sɑ̃s], (alors que lui-même tenait à ce que son nom fût prononcé comme celui du bourg Saint-Saëns en Seine-Maritime : [sɛ̃sɑ̃] ; in Claude Fournier, Saint-Saëns). Maurice Maeterlinck [matɛʁlɛ̃k] en Belgique et [mɛtɛʁlɛ̃k] en France.

## Transmission du nom de famille

### Mariage et divorce
En France, lors de son mariage, chaque époux conserve son nom de naissance. Mais chacun peut choisir de prendre comme nom d'usage celui de son conjoint en substitution ou en adjonction,.
Contrairement à une idée reçue, la législation française n'a jamais imposé à une femme de prendre le nom de son mari.
Alors que la tradition voulait que la femme prenne le nom de son mari, aujourd'hui la tendance semble être à l'utilisation du double-nom ou tout du moins à garder son nom de naissance au vu des changements dans la société.
En cas de divorce, les époux perdent leur droit à utiliser le nom de l'autre, ceci à moins que l'autre n'en donne l'autorisation expresse. Toutefois, dans le cas où l'autre s'y refuse, la personne qui en fait la demande pourra conserver l'usage de ce nom avec l'autorisation d'un juge si elle peut justifier d'un intérêt particulier à conserver l'usage de ce nom (le plus souvent invoqué et accepté, étant l'intérêt professionnel) ou si elle souhaite garder l'usage du même nom que ses enfants ou de celui sous lequel elle a vécu la majeure partie de sa vie, motif qui est loin d'être accepté par tous les juges, puisqu'au final, la décision est laissée à leur appréciation, c'est ainsi que dans une même situation, on peut arriver à deux résultats totalement opposés,.

### Enfants
Depuis la loi no 2003-516 du 18 juin 2003 relative à la dévolution du nom de famille, la transmission du nom de famille ne fait plus aucune distinction entre le nom de la mère et celui du père. L'enfant peut recevoir aussi bien le nom de l'un que le nom de l'autre, voire les deux noms accolés dans l'ordre choisi par les parents ou dans l'ordre alphabétique par décision du juge lorsque les parents ne se mettent pas d'accord sur l'ordre. Une circulaire du 6 décembre 2004 imposait en ce cas un double trait d'union, mais ce choix typographique, censé distinguer un tel nom composé de noms composés avec un seul trait d'union a été contesté, et finalement invalidé par le Conseil d'État. Une nouvelle circulaire d'octobre 2011 a remplacé ce double trait d'union par une espace ; à présent, pour distinguer les deux parties d'un double nom de famille, les mentions « 1re partie » et « 2de partie » sont ajoutées dans les actes de l'état civil.
Environ 82,8 % des enfants nés en 2012 portaient le nom de leur père, 6,5 % portaient le nom de leur mère, et 8,5 % portaient les deux noms accolés (père puis mère : 5,9 %, mère puis père : 1,6 %). Enfin, 2,2 % d'enfants avaient un autre nom, notamment du fait de noms en plusieurs mots de l'un ou l'autre des parents.
À la naissance de leur enfant, les parents choisissent quel nom lui transmettre : celui du père, celui de la mère, ou leurs deux noms accolés dans l'ordre choisi par les parents. En cas de désaccord entre les parents, jusqu'en mai 2013, l'enfant portait le seul nom du père. La loi du 17 mai 2013 a modifié les règles d'attribution des noms de famille, en cas de désaccord entre les parents, l'enfant porte les noms des deux parents accolés par ordre alphabétique. Si aucune déclaration particulière n'est faite à l'officier d'état civil, l'enfant se voit alors attribuer le nom du parent à l'égard duquel la filiation a été établie en premier lieu ou celui du père lorsque la filiation est simultanée. Le choix du nom de leur premier enfant par les parents s'applique par la suite à tous les autres enfants de la fratrie.

## Utilisation du nom de famille comme marque
Depuis une loi du 31 décembre 1964, le nom patronymique n'est plus seulement un attribut de la personnalité : c'est aussi un élément patrimonial, que son détenteur peut exploiter commercialement comme une marque. Il peut même la céder à un tiers qui utilisera le prestige de ce nom pour promouvoir ses activités. L'exploitant ne doit toutefois pas l'utiliser d'une manière qui porte préjudice à l'honneur de la personne qui porte ce nom.
La cession des signes du nom de famille pour une marque est donc possible. L'affaire Inès de la Fressange est une illustration de cette cession, qui a donné lieu à plusieurs arrêts importants en droit français.